# 杨善洲
杨善洲（1927年1月—2010年10月10日），云南保山人，中国共产党党员，2011年感动中国十大人物获奖者。

## 生平
1951年5月参加工作，1952年11月加入中国共产党，曾任中共保山地委书记。
1988年6月退休以后，回到家乡保山市施甸县，扎根大亮山，义务植树造林，建成约5.6万亩的大亮山林场。2009年4月，杨善洲把价值3亿元的林场无偿交给国家。
2010年10月10日，杨善洲因病逝世，享年83岁。
2011年2月25日，杨善洲先进事迹报告会在北京人民大会堂举行，习近平会见报告团全体成员并讲话。

## 影视形象
其事迹被拍摄为同名电影和电视剧。电影《杨善洲》中的杨善洲由李雪健扮演。电视剧《杨善洲》（又名《不曾见过你》）中的杨善洲由刘佩琦扮演。